# Kelsey Lewis
Kelsey Lewis (Lancaster, 2 maggio 1995 – San Jacinto, 26 ottobre 2024) è stata un'attrice statunitense.

## Carriera
Kelsey ha iniziato la sua carriera di attrice all'età di 4 anni. È apparsa in vari spot pubblicitari come Disney, Toys'R'Us, Mervyns, Merrill-Lynch, Organ Donors, Tropicana Orange Juice ed altri ancora. Nel dicembre del 2002, all'età di 7 anni, ha partecipato al video musicale Family Portrait della cantante Pink. Nel 2003 fa di nuovo parte di un video di Pink, questa volta si tratta del video ufficiale della canzone Trouble. Nel 2004, all'età di 9 anni, ha partecipato nel suo primo film, interpretando Nellie nel film per la televisione "Samantha, An American Girl Holiday", basato sui libri per bambini American Girl scritti da Susan S. Adler e Valerie Tripp.
Ha inoltre partecipato in film e serie Tv come Un nonno per natale (A Grandpa for Christmas) (2007), The Inside (2005) e Cold Case - Delitti irrisolti (2003).

## Filmografia

### Cinema
- Confessions of a Teenage Jesus Jerk, regia di Eric Stoltz (2017)

### Televisione
- Curb Your Enthusiasm (2002) - 1 ep.
- Cold Case - Delitti irrisolti (2003) - Serie TV
- Samantha, An American Girl Holiday (2004) - Film per la televisione
- The Inside (2005) - Serie TV
- Una mamma per amica (2006) - 1 ep.
- Tim and Eric Awesome Show, Great Job! (2007)
- Love’s Unfolding Dream (2007) - Film per la televisione
- Un nonno per natale (A Grandpa for Christmas), regia di Harvey Frost (2007) - film per la televisione

## Videoclip
- Family Portrait - Pink (2002)
- Trouble - Pink (2003)